# Тутцинг
Тутцинг (нем. и бав. Tutzing) — коммуна в Германии, в земле Бавария.
Подчиняется административному округу Верхняя Бавария. Входит в состав района Штарнберг. Население составляет 9406 человек (на 31 декабря 2010 года). Занимает площадь 35,63 км².